# 勅使川原昭
勅使川原 昭（てしがわら あきら、 1963年 - ）は、日本の元ラジオディレクター、プロデューサー、小説家、漫画家、ニッポン放送プロジェクト専務取締役。小説家としてのペンネーム、志駕 晃（しが あきら）についても、この項で扱う。

## 来歴
神奈川県綾瀬市育ち、横浜市在住。幼いころの将来の夢は漫画家か小説家で、中学時代には星新一作品の影響を受けてショートショートのような作品を執筆。その後漫画に関心が移り、神奈川県立厚木高等学校では美術部に所属しアニメ製作を手掛ける。
明治大学商学部に入学。学生時代は、漫画研究会に所属してプロを目指し、『ビッグコミックスペリオール』で漫画家デビュー。また、学生時代からニッポン放送にてアルバイトをしていたため、サラリーマン経験を作品作りに活かしたいとして、採用試験を受けて合格し、1986年3月、同大卒業後の同年4月、ニッポン放送に入社。
新人研修の後、本配属にて営業部に配属されたが、1987年のナイターオフ番組である『激突!あごはずしショー』でプロデューサーを担当。以後、制作部に異動し、バラエティ番組のディレクションを担当する。1993年人事にて企画部に異動、1995年人事にて制作部に復帰。
チーフディレクターを担当していた『ゲルゲットショッキングセンター』内のメディアミックス企画である、「2010年ラジオの旅 アンドロイドアナ MAICO2010」の原作も務めた。
叫ぶ詩人の会のドリアン助川の番組『正義のラジオ!ジャンベルジャン!』で、1996年、第22回放送文化基金賞 ラジオ番組部門本賞、1997年、第34回ギャラクシー賞 ラジオ部門選奨、1998年は第45回日本民間放送連盟賞 ラジオ生ワイド部門優秀賞を3年連続で受賞。
『テリー伊藤 のってけラジオ』担当時代は、2000年の読売ジャイアンツ日本シリーズチャンピオンを称える企画として、「祝!ジャイアンツ優勝ちょうちん行列」と題し、田園調布迄の提灯行列を実施した。
2004年9月13日から、制作部夜班の班長に就任。2005年1月人事にて編成部副部長に昇進、2009年7月人事にて、デジタルコンテンツ局デジタルソリューション部長兼務。Webサービスの「オールナイトニッポンモバイル」を発足。
2012年2月、同社アナウンサーである吉田尚記が会社を設立、社長を務めるスマートフォンアプリケーションソフト開発企業である株式会社トーンコネクトの取締役に名を連ねている。
2016年7月人事にて、エンターテインメント開発局長に昇進。
2018年人事にて子会社であるニッポン放送プロジェクトに出向、常務取締役に就任。
40代で管理職となって時間の余裕ができ、幼少期に抱いた「作家になりたい」という夢が蘇って、「書くなら今だな」と48歳の時に小説の執筆を開始。「純文学をぼくが書いても意味がない」として、市場が大きいとの理由からミステリを選択する。
酔っぱらって年2回はスマートフォンを落とすという自身の実体験から着想し53歳のときに執筆した4作目『パスワード』が、2016年の第15回『このミステリーがすごい!』大賞にて最終候補作となり受賞を逃すものの高評価を受け、ベストセラーの可能性を秘めた同賞の「隠し玉」として『スマホを落としただけなのに』と改題し翌2017年に書籍化。4作目である「スマホを落としただけなのに」が同年第15回 『このミステリーがすごい!』大賞に応募し、隠し玉賞を受賞。同作により、ニッポン放送エンターテインメント開発局長在任中に作家としてデビューする。同作は発売2か月で10万部を突破して話題を呼び、北川景子主演により映画化もされた。
以後、メディアミックス展開で劇場化された。
子会社のニッポン放送プロジェクトへ出向後も「二足のわらじ」生活を継続し、出勤前の早朝5時から7時の2時間を執筆活動に充てる。「小説もラジオもイノベーションが必要」であり「スマホのように面白いコンテンツを作り続けないと」として、スマートフォンをライバルに「普段本を読まない若い人にも面白いと思って読んでもらえたら」と、小説の題材としては珍しいSNSのなりすまし、仮想通貨流出、東京五輪のサイバーテロなどの時事問題を積極的に取り上げる。

## 制作番組

### 過去
- 激突!あごはずしショー（プロデューサー） - 1987年10月 - 1988年3月
- 伊集院光のOh!デカナイト（ディレクター） - 1990年 - 1993年
- 山田邦子のワンダフルリクエスト（ディレクター） - 1990年10月 - 1993年3月
- Vジャンプ海賊ステーション（ディレクター） - 1991年10月 - 1992年3月
- 石川よしひろのオールナイトニッポン（ディレクター） - 1992年 - 1995年
- ナインティナインのオールナイトニッポン（代打）
- 海砂利水魚のオールナイトニッポン（スペシャル）
- ドリアン助川の正義のラジオ!ジャンベルジャン!
- ゲルゲットショッキングセンター（チーフディレクター） - 1995年11月5日 - 1999年3月
- テリーとうえちゃんのってけラジオ（プロデューサー） - 1998年 - 2002年
- ウッチャンナンチャンのオールナイトニッポン（ディレクター）
- 入江雅人のGo!Go!テレキッズ（ディレクター） - 1994年4月 - 1996年3月
- 中居正広のSome girl' SMAP（ディレクター） - 1995年7月 -
- 土田晃之のオールナイトニッポンGOLD オールナイトニッポンをつくろう!スペシャル
- LF+R（アシスタントプロデューサー）
- うえやなぎまさひこのサプライズ!（プロデューサー） - 2001年 - 2004年
- 垣花正のニュースわかんない!?（プロデューサー） - 2003年3月 - 2004年3月
- 鶴光の噂のゴールデンアワー（プロデューサー）
- 高嶋ひでたけのお早よう!中年探偵団（プロデューサー） - 2001年 - 2004年
- 桜庭亮平 朝刊フジ（プロデューサー） - 2002年3月 - 2004年8月
- 森永卓郎の朝はモリタク!もりだくSUN（プロデューサー） - 2004年4月 - 9月10日
- 知ってる?24時。（プロデューサー） -
- 進研ゼミ高校講座Presents 目からウロコ!24（プロデューサー） -
- THE 放送サッカーズ※水曜担当（プロデューサー） -

### 企画
- 2010年ラジオの旅 アンドロイドアナ MAICO2010（原作）
- ヴァーチャルサウンドムービー 沈黙の艦隊（企画、プロデューサー）
- 舞台 ベター・ハーフ（エグゼクティブプロデューサー） - 2017年6月25日 - 8月6日
- 舞台 続・時をかける少女（エグゼクティブプロデューサー） - 2018年2月7日 - 14日

## 出演番組

### ラジオ
- 土屋礼央 レオなるど（ニッポン放送） - 2018年7月12日
- 久米宏 ラジオなんですけど（TBSラジオ） - 2018年11月3日
- 爆笑問題の日曜サンデー（TBSラジオ） - 2020年2月23日

## 著作

### 小説
全て小説家「志駕晃」として
- スマホを落としただけなのに シリーズ（宝島社文庫）
  - スマホを落としただけなのに（2017年4月、『パスワード』改題）
  - スマホを落としただけなのに 囚われの殺人鬼（2018年11月）
  - スマホを落としただけなのに 戦慄するメガロポリス（2020年1月）
  - スマホを落としただけなのに 連続殺人鬼の誕生（2023年8月）
- ちょっと一杯のはずだったのに（2018年6月 宝島社文庫）
- あなたもスマホに殺される（2019年2月 角川文庫）
- オレオレの巣窟（2019年8月 幻冬舎文庫）
- 私が結婚をしない本当の理由（2020年10月 中央公論新社）
  - 【改題】まだ出会っていないだけ（2023年8月 中公文庫）
- 彼女のスマホがつながらない（2020年12月 小学館）

#### アンソロジー収録
「」内が志駕晃の作品
- 3分で読める！ 誰にも言えない○○の物語（2022年5月 宝島社文庫）「誰にも言えない妻の物語」

### 漫画
「原作者」として
- スマホ探偵 小鳥遊凛（2025年5月 小学館ちゃおプラス連載、作画 雨縞しなと）